# جون فلوريو
جيوفاني فلوريو (1552–1625)، المعروف باسم جون فلوريو، كان لغويًا إنجليزيًا وشاعرًا وكاتبًا ومترجمًا ومعجميًا ومعلمًا للغة الملكية في بلاط جيمس الأول. ويُعرف بأنه أهم دعاة النهضة الإنسانية في إنجلترا. وقد ساهم فلوريو بنحو 1,149 كلمة في اللغة الإنجليزية، ليحتل المركز الثالث بعد تشوسر (2,012 كلمة) وشكسبير (1,969 كلمة)، في التحليل اللغوي الذي أجراه البروفيسور جون ويلينسكي في جامعة ستانفورد.
كان فلوريو أول مترجم لمونتين إلى الإنجليزية، وأول مترجم لكتابات بوكاتشيو إلى الإنجليزية أيضًا، وكتب أول قاموس إيطالي-إنجليزي شامل (متجاوزًا القاموس الإيطالي-الإنجليزي المتواضع الوحيد السابق الذي كتبه وليام توماس والذي نُشر عام 1550).
كان الكاتب المسرحي والشاعر بن جونسون صديقًا شخصيًا له، وأشاد جونسون بفلوريو ووصفه بأنه «الأب المحب» و«مساعد إلهامه». وكان الفيلسوف جوردانو برونو أيضًا صديقًا شخصيًا له. وقد التقى فلوريو بالفيلسوف الإيطالي في لندن، بينما كانا يقيمان في السفارة الفرنسية. وكتب برونو في لندن ونشر فيها حواراته الأخلاقية الستة الأكثر شهرة، بما في ذلك لا تشينا دي لي تشينري (عشاء أربعاء الرماد، 1584)، والذي ذُكر فيه فلوريو باعتباره رفيق برونو.
عمل جون فلوريو كمدرس لهنري ريوثسلي إيرل ساوثهامبتون الثالث؛ ومنذ عام 1604 أصبح عامل الغرفة الخاصة للملكة آن حتى وفاتها عام 1619. وفي وقت لاحق من حياته رعى فلوريو ويليام هربرت إيرل بيمبروك الثالث، والذي ورث مكتبته.
جرى إثبات العديد من استعارات شكسبير التناصية من أعمال فلوريو منذ فترة طويلة، وطرحت افتراضات للادعاء بوجود روابط سرية بين فلوريو وشكسبير، حتى التأكيد على الهوية المفترضة لفلوريو كمؤلف لأعمال شكسبير.

## النشأة
ولد جون فلوريو في لندن عام 1552، لكنه نشأ وعاش في أوروبا القارية حتى سن 19 عامًا. وأشار إلى نفسه على أنه («إيطالي اللغة، إنجليزي القلب»)، ويفسر مانفريد فيستر هذه الجملة على أنه كان «رجلًا إنجليزيًا ذو ميل أو طابع إيطالي».

### والده مايكل أنجلو
كان والد جون مايكل أنجلو فلوريو المولود في توسكانا راهبًا فرنسيسكانيًا قبل أن يعتنق الإيمان البروتستانتي. وقد أصبح بروتستانتيًا متحمسًا وله أسلاف يهود. وواجه مشاكل مع محاكم التفتيش في إيطاليا، بعد أن وعظ في نابولي وباذوة والبندقية. ثم لجأ إلى إنجلترا في عهد إدوارد السادس، وجرى تعيينه راعيًا للطائفة البروتستانتية الإيطالية في لندن عام 1550. كما كان أيضًا أحد أفراد منزل أسرة وليام سيسيل. وجرى فصله من كليهما بتهمة الفسوق الأخلاقي، لكن وليام سيسيل سامحه تمامًا فيما بعد. ولا يُعرف سوى القليل عن والدة فلوريو، وقد كانت خادمة في منزل سيسيل، وأكد جون أوبري أنها إيطالية، وذكر في كتابه الحياة المختصرة أن «والد ووالدة فلوريو الإيطاليين سافرا من منطقة فالتولين إلى لندن لأسباب دينية» ويقول أوبري «كانت المعلومات من حفيد فلوريو السيد مولينز». وعلاوة على ذلك، أكد جون فلوريو في كتابه باكورة الثمر أنه حين وصل إلى لندن (في سن 19 عامًا) لم يكن يعرف اللغة، وسأل باللغة الإيطالية أو الفرنسية «where the post dwelt». وأوضح لاحقًا أنه تعلم اللغة من خلال قراءة الكتب.
أصبح مايكل أنجلو فلوريو بعد ذلك مدرسًا إيطاليًا لليدي جين غراي وفي عائلة ويليام هربرت إيرل بيمبروك الأول والد هنري هربرت إيرل بيمبروك الثاني، الذي أصبح زوج ماري سيدني أخت فيليب سيدني. وأهدى كتابًا إلى هنري هربرت وجين غراي، تلميذاه الأعلى رتبة: ريغوليه دي لا لينغوا توسكانا (قواعد اللغة التوسكانية). وأثر شباب الليدي جين غراي وإيمانها ووفاتها فيه بعمق، وبعد ذلك اعتزل في سوليو في سويسرا الناطقة بالإيطالية، وكتب كتابًا عن حياتها بعنوان هيستوريا دي لا فيتا إي دي لا مورتيه دي ليلوستريس، سينيورا جوفانا غرايا (تاريخ حياة موت السيدة جوفانا غراي)، والذي نُشر لاحقًا في عام 1607. وفي مقدمة الكتاب أوضح الناشر المجهول أن الكتاب الأصلي كتب «بيد المؤلف» وجرى العثور عليه «بعد وفاته في منزل فاعل خير ذي مكانة مهمة». وكُتب توضيح أيضًا أن مايكل أنجلو «من المؤكد أنه كان سيُنشر هذا الكتاب لو أنه لم يُمنع بسبب الاضطهاد القاسي للغاية. وتركه في الواقع لمدة خمسين عامًا في أيدٍ أمينة». ويصف السيدة جين غراي بأنها شهيدة و«قديسة» بريئة. ومن المحتمل أنه شهد بعض الأحداث المحيطة بها أو أخبرها عن الاضطهاد في إيطاليا.

## المنفى
عندما اعتلت ماري تيودور العرش عام 1554 أعادت ترسيخ الكاثوليكية في إنجلترا وأيرلندا. وفي فبراير عام 1554 صدر مرسوم ملكي ينص على ضرورة مغادرة جميع الأجانب للمملكة في غضون أربعة وعشرين يومًا. وبالتالي في 4 مارس عام 1554 غادر مايكل أنجلو وعائلته، بما في ذلك الطفل جون. وفي ستراسبورغ عرض المواطنون الكرماء بأنفسهم توفير أول ملجأ مؤقت للمنفيين لمدة عشرين يومًا. وهناك التقى مايكل أنجلو لأول مرة النبيل فريدريك فون ساليس القادم من سوليو، الذي دعاه ليصبح راعي الكنيسة الإنجيلية الإصلاحية في غراوبوندن في سوليو. وكانت سوليو بعيدة عن محاكم التفتيش وتقع بالقرب من شيافينا (شمال بحيرة كومو في إيطاليا)، وهي مركز للوعظ الإصلاحي. في السنوات الأولى من طفولة جون عمل مايكل أنجلو كقس وكاتب عدل، وعلّم ابنه في بيئة غنية بالتطوير الديني واللاهوتي. بالإضافة إلى ذلك درس جون الإيطالية، وكذلك اللاتينية والعبرية واليونانية. وتوفي مايكل أنجلو فلوريو عام 1566، وبعد هذا التاريخ لم يعد اسمه مذكورًا، وفي سينودوس 1571 ذُكر كشخص متوفى. وعندما بلغ جون فلوريو العاشرة من عمره جرى إرساله للعيش والتعلم في مدرسة في توبينغن (ألمانيا) على يد اللاهوتي البروتستانتي المصلح بيير باولو فيرغيريو، وهو مواطن من كابوديستريا (كوبر) البندقية (الذي عاش أيضًا في بريغاليا السويسرية). وفي ظل هذه الظروف نشأ جون في الدائرة الثقافية الإنسانية في توبينغن في جو إيطالي مسيطر. ولسوء الحظ لم يكمل دراسته قط. وتوفي فيرغيريو عام 1566. وغادر جون توبينغن دون أي دعم مالي، وكان يتيمًا في سن الرابعة عشرة. ثم عاد إلى سوليو، وغادر لاحقًا إلى إنجلترا في أوائل سبعينيات القرن السادس عشر، حاملًا تعليمًا إنسانيًا إصلاحيًا مسيحيًا ضخمًا.

## لندن: باكورة الثمر ورجال ليستر (1571-1578)

### زواجه الأول
في سن التاسعة عشرة تقريبًا بعد سنوات عاشها في سوليو وتوبينغن، عاد جون فلوريو إلى لندن. وعمل جون المنتسب إلى الكنيسة الإيطالية لعدة سنوات كصباغ حرير وكخادم لميشيل باينارد. بالإضافة إلى ذلك كان يعمل لدى التاجر الفينيسي غاسباري غاتي، الذي كان يعيش في منطقة صباغة الصوف في لندن. وعندما بلغ عمره 21 عامًا تزوج امرأة إيطالية تدعى آنا سوريسولو، وأنجبا خمسة أطفال: أنابيل، وجوان، وإدوارد، وأوريليا، وإليزابيث. وقد اقترح أنتوني وود بشكل خاطئ أن جون تزوج أخت صموئيل دانيال. ولم يكتشف أي سجل لزواجهما حتى الآن، وربما كان اقتراح وود يرجع بشكل أساسي إلى سطور إهداء دانيال في الطبعة الثانية لعام 1613 من ترجمة فلوريو لكتاب المقالات لمونتين والتي أشار إليه فيها على أنه «شقيقه»، مما يشير إلى علاقة صداقة طويلة الأمد، أكثر من مجرد قرابة فعلية بينهما. ومع ذلك فمن الممكن أن جوستينا أخت جون هي التي تزوجت صموئيل دانيال. ويذكر روبرت أندرسون في أعمال الشعراء البريطانيين (1795)، أن دانيال «لم ينجب من زوجته جوستينا، أخت جون فلوريو».